# 216343 Wenchang
216343 Wenchang è un asteroide della fascia principale. Scoperto nel 2007, presenta un'orbita caratterizzata da un semiasse maggiore pari a 2,6460694 UA e da un'eccentricità di 0,1754218, inclinata di 14,32616° rispetto all'eclittica.